# DeShawn Delaney
DeShawn Delaney (ur. 27 sierpnia 1992 w Chicago) – amerykański koszykarz, występujący na pozycji rzucającego obrońcy.
Podczas letniej ligi NBA w 2015 roku rozegrał 6 spotkań w barwach zespołu Brooklyn Nets.
31 sierpnia 2016 zawarł kontrakt z klubem BM Slam Stali Ostrów Wielkopolski. 27 lipca 2016 roku podpisał umowę z zespołem AZS Koszalin. Opuścił zespół przed rozpoczęciem sezonu zasadniczego.